# The N.S.V.I.P.'s (Not...So...Very...Important...People)
| Recensione     | Giudizio |
| -------------- | -------- |
| AllMusic       | [ 1 ]    |
| Piero Scaruffi | [ 2 ]    |

The N.S.V.I.P.'s (Not...So...Very...Important...People) è il secondo album discografico di Lee Hazlewood, pubblicato dalla casa discografica Reprise Records nell'ottobre del 1964.

## Tracce

### LP
Lato A (10, 361)
Testi e musiche di Lee Hazlewood.
1. First Street Blues – 3:45
2. I Had a Friend – 3:40
3. I'm Gonna Fly – 3:39
4. Go Die Big City – 3:39
5. I Ain't Gonna Be – 2:39

Lato B (10, 362)
Testi e musiche di Lee Hazlewood.
1. Have You Made Any New Bombs Today? – 3:15
2. Everybody Calls Me Something – 3:28
3. Save Your Vote for Clarence Mudd – 3:11
4. I Might Break Even – 3:37
5. Just Bluesin' – 3:42

## Musicisti
- Lee Hazlewood - voce
- James Burton - chitarra elettrica
- Donnie Owens - chitarra ritmica
- Don Randi - pianoforte
- Chuck Berghofer - basso
- Hal Blaine - batteria

Note aggiuntive
- Lee Hazlewood - produttore
- Jimmy Bowen - supervisore alla produzione (per la Reprise Records)
- Registrazioni effettuate nel giugno 1964 al C.B.E. Studios di Parigi, Francia
- Eddie Bracket - ingegnere delle registrazioni
- Studio Five - fotografia copertina album originale[4][5]